# 贔屓

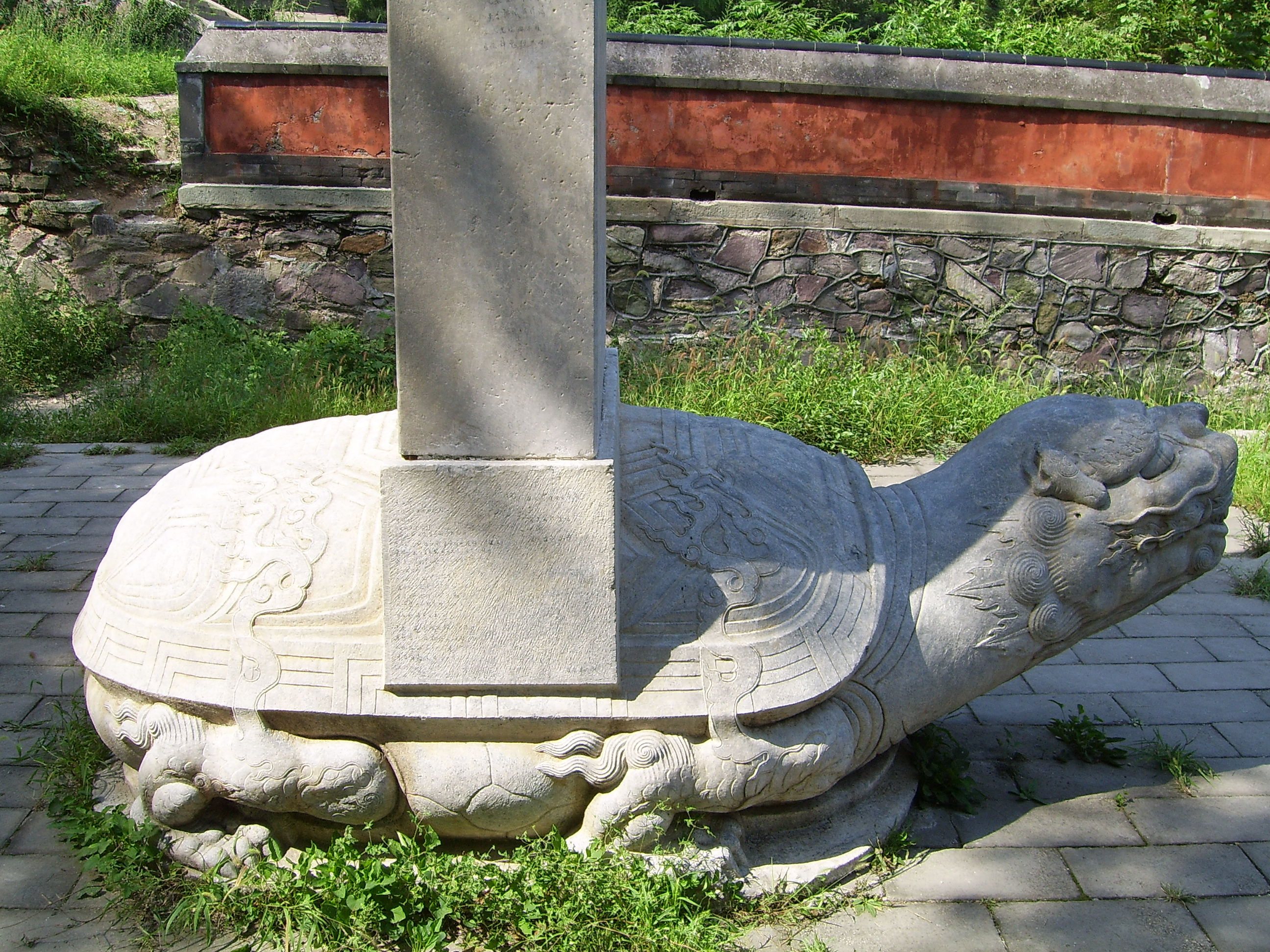
北京市香山公園に残る贔屓が背負う石柱。

贔屓（贔屭、ひき、拼音: Bìxì）は、中国における伝説上の生物。石碑の台になっているのは亀趺（きふ、拼音: Guīfū）と言う。覇下（はか）とも呼ばれる。

## 概要
中国の伝説によると、贔屓は龍が生んだ9頭の神獣・竜生九子の一つで、その姿は亀に似ている。重きを負うことを好むといわれ、そのため古来石柱や石碑の土台の装飾に用いられることが多かった。日本の諺「贔屓の引き倒し」とは、「ある者を贔屓しすぎると、かえってその者を不利にする、その者のためにはならない」という意味の諺だが、その由来は、柱の土台である贔屓を引っぱると柱が倒れるからに他ならない。
「贔」「屓」のどちらの字にも「貝」が含まれることから着想して、もとの意味は「財貨を多く抱える」で、そこから「大きな荷物を背負う」を経て、「盛んに力を使う」「鼻息を荒くして働く」などの意味をもつようになった説明されることがあるが、これは俗説である。『説文解字』の篆書に示されているように、「贔」という字に含まれる「貝」は「罒＋大」の変化、「屓」という字に含まれる「貝」は「自」の変化であるため、財貨とは関係がない。また「ひき」の音は、中国語で力んだ時のさまを表す擬音語に由来する。
明代の李東陽（1447–1516）が著した『懐麓堂集』や、楊慎（1488–1559）が著した『升庵外集』にその名が見られる。

## 類例

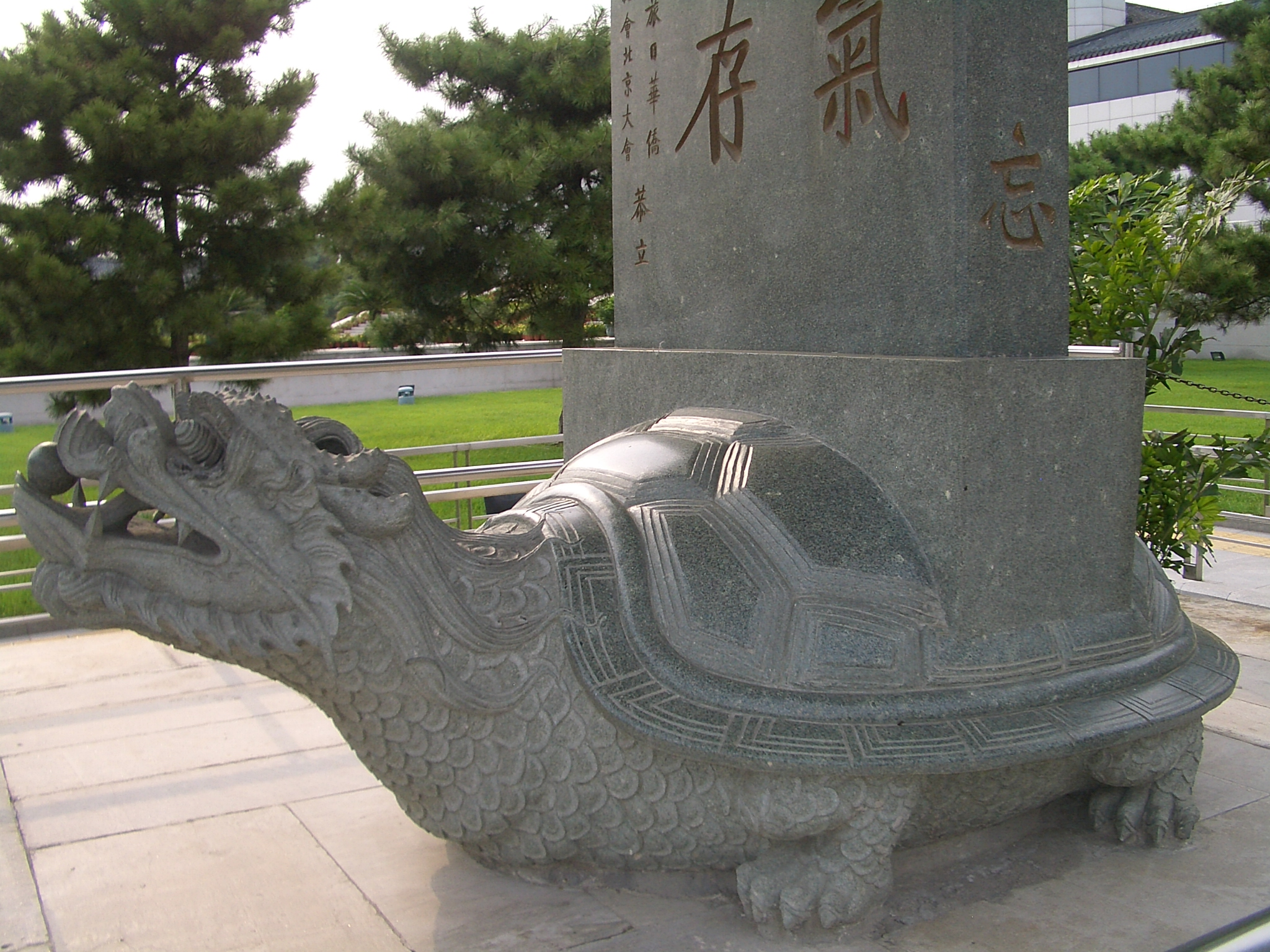
北京市宛平城の抗日記念館中庭にある「民族正気浩然長存」碑。
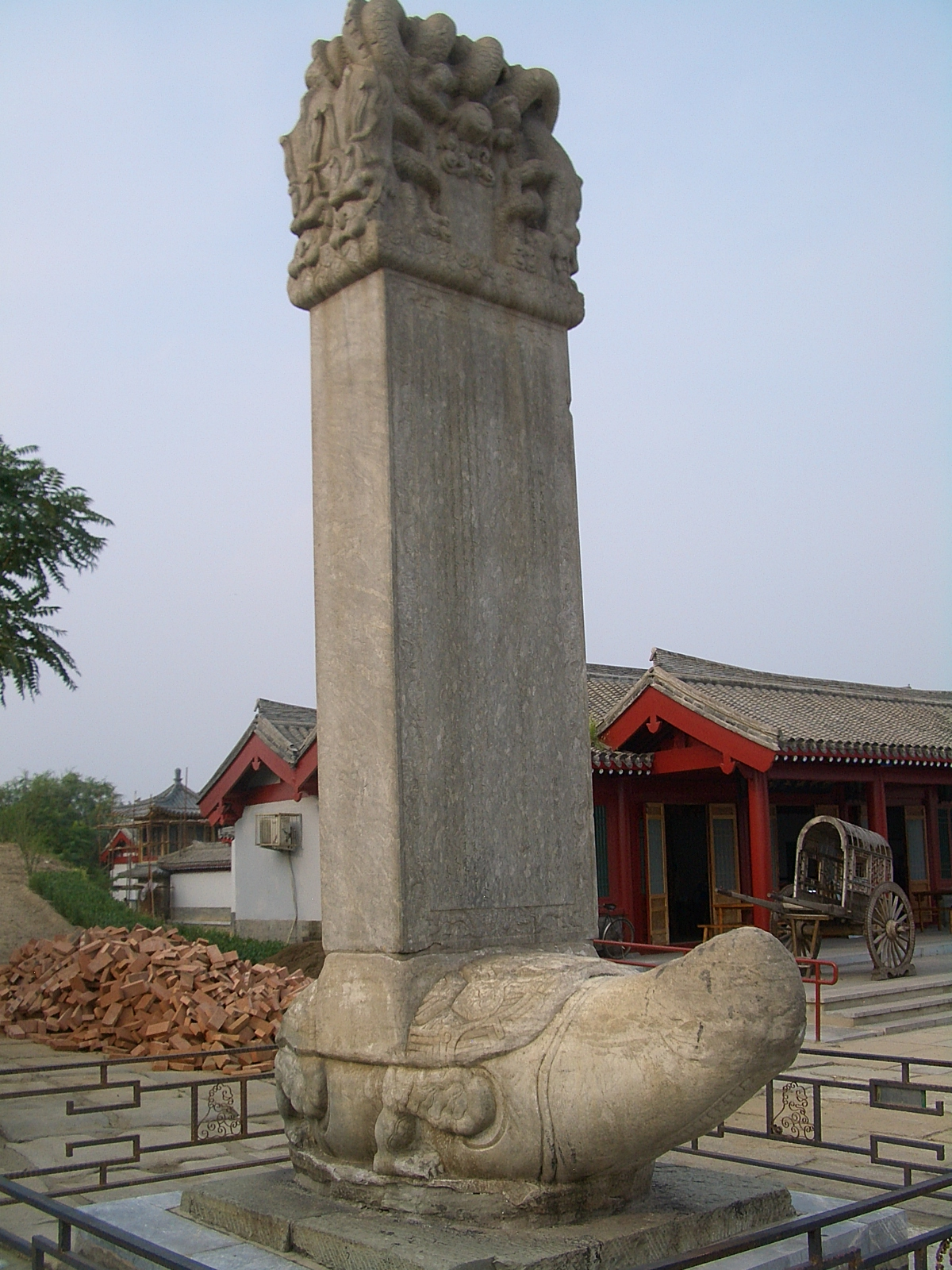
北京市盧溝橋脇にある｢乾隆重葺盧溝橋碑」（乾隆帝による修復を記念した碑）。
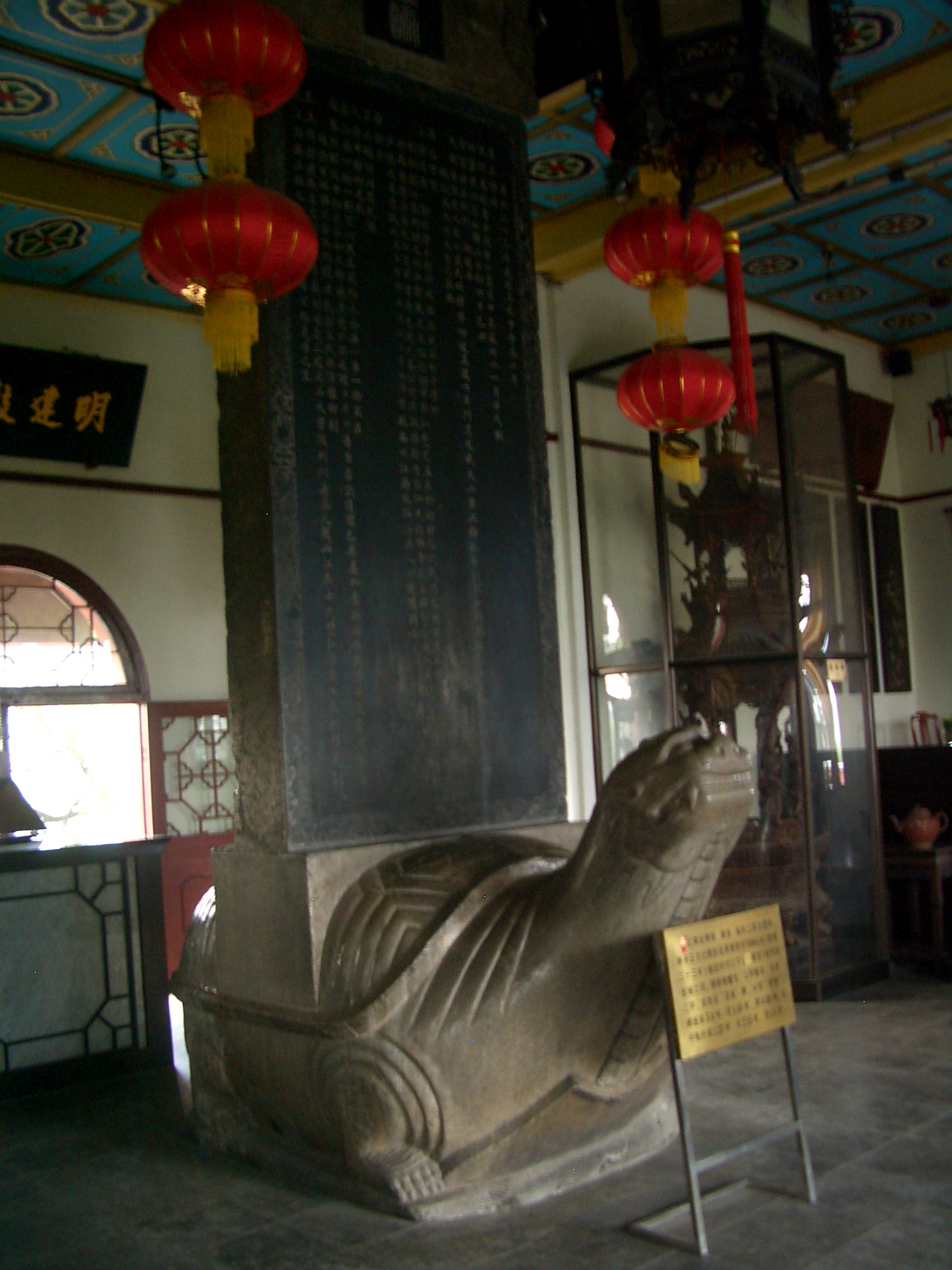
南京市大鐘亭にある「聖諭碑」（康熙帝の行幸を記念した碑）。
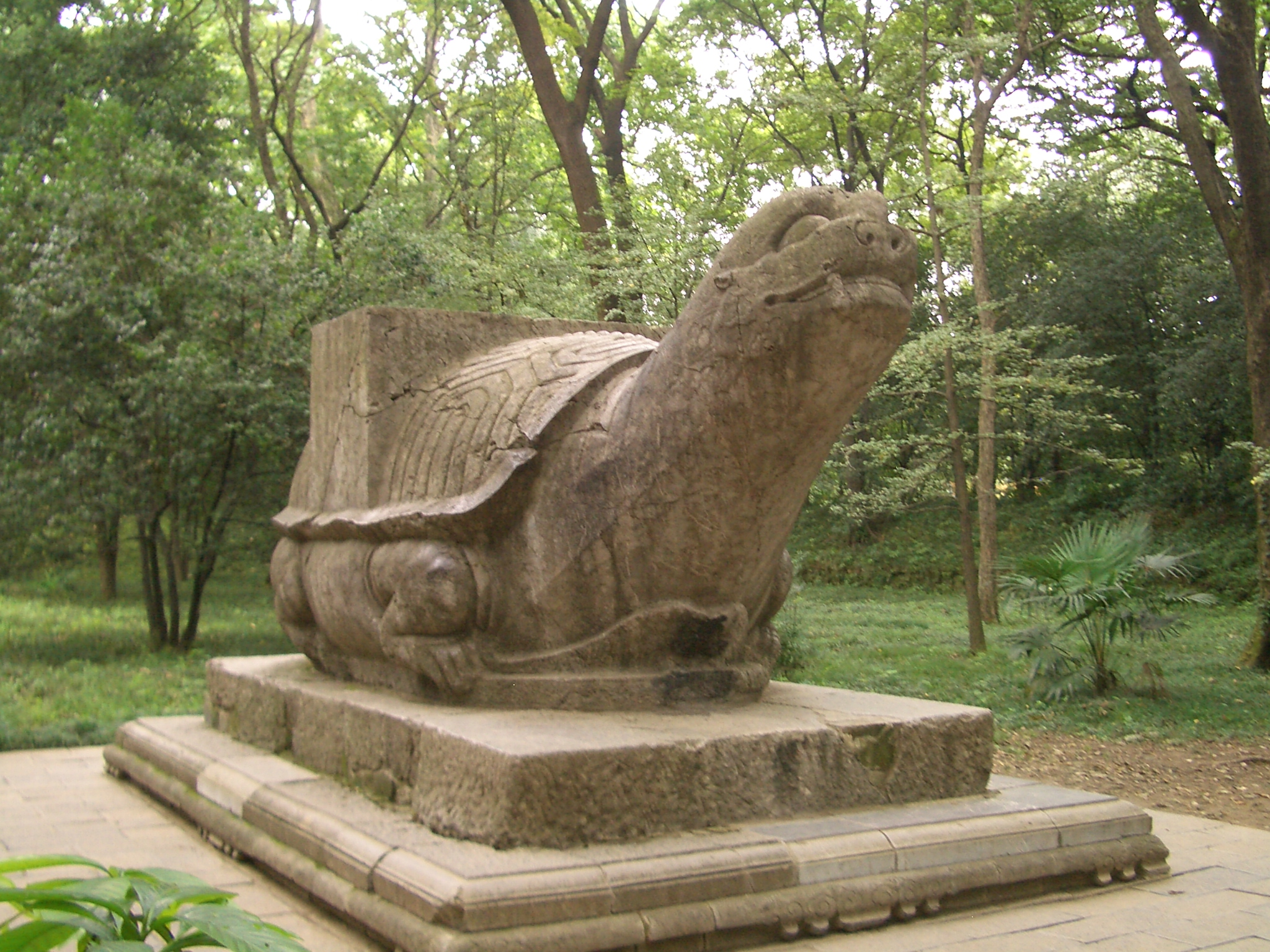
南京市霊谷景区にある「石亀趺」。
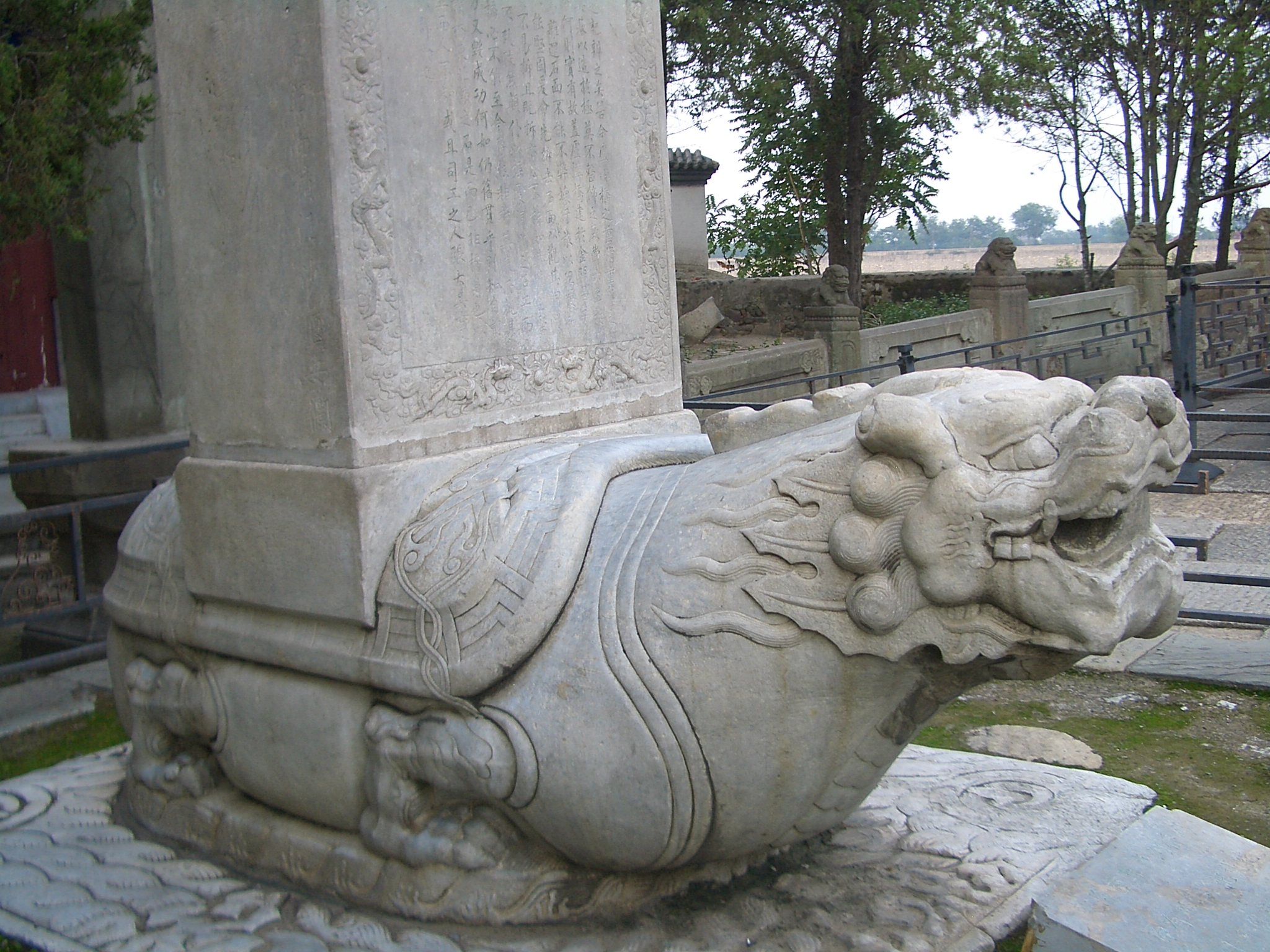
贔屓。盧溝橋
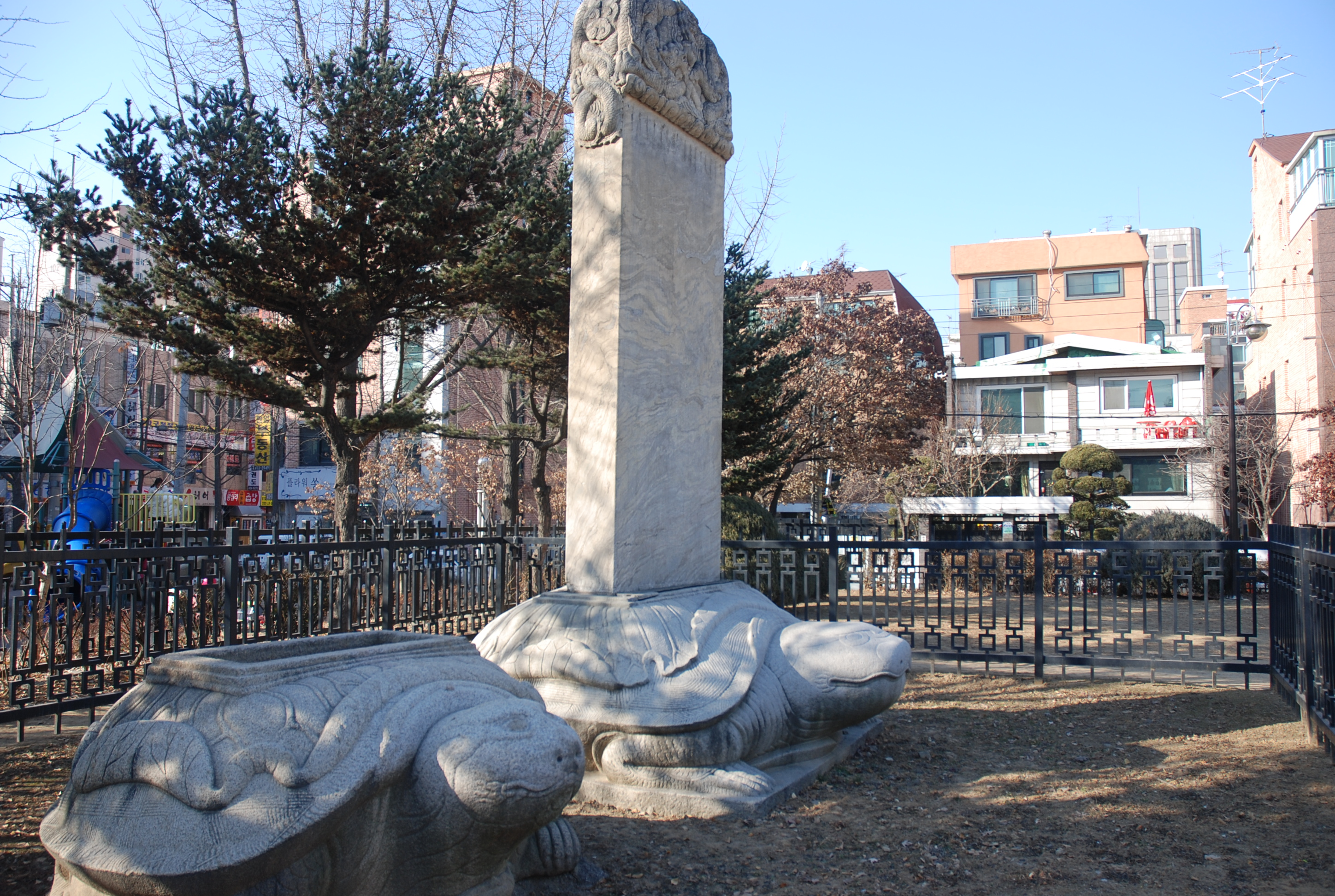
ソウル特別市の大清皇帝功徳碑

## 日本の亀趺

### 大名墓地等
亀趺碑が墓地内に複数建てられているもの
- 茨城県常陸太田市　水戸徳川家墓地
- 福島県耶麻郡猪苗代町・会津若松市　土津霊神神社・会津松平家墓地
- 鳥取県鳥取市（旧岩美郡）国府町　鳥取藩主池田氏墓地
- 岡山県和気郡和気町　池田輝政
- 東京都墨田区向島弘福寺　池田定常
- 山口県萩市東光寺　長州藩主毛利家奇数代藩主の墓（三代以後）
- 島根県松江市月照寺　雲州松平家墓所　松平宗衍寿蔵碑
- 栃木県宇都宮市英巌寺　戸田忠恕

### 大名の先祖や大名個人を顕彰するもの
- 愛知県額田郡幸田町本光寺　島原藩　深溝松平家祖宗紀功碑
- 鹿児島県薩摩郡宮之城町大徳山宗功寺跡　島津久通祖先世功碑
- 愛知県安城市　本多忠豊死節碑
- 愛知県安城市　本多忠高死事碑

### 菩提寺等を顕彰するもの（実質大名を顕彰）
- 福井県坂井郡大安寺　越前松平家菩提寺通称亀墓
- 東京都文京区湯島麟祥院　亀趺碑（春日局ゆかりのもの）
- 長崎県諌早市諌早公園　読誦大乗妙典壱万部之塔両碑

### 神格等を顕彰するもの
文廟（孔子廟）関係
- 佐賀県多久市西渓公園　大宝聖堂之碑
- 山口県萩市明倫館跡　明倫館記碑
- 山口県萩市明倫館跡　重建明倫館記碑

### 寺院等を顕彰するもの
- 山口県防府市大道国分寺跡　周防国分寺碑
- 山口県防府市国庁跡　亀趺碑
- 大分県国東市文殊仙寺　亀趺碑
- 鹿児島県鹿児島市福昌寺　亀趺碑

### 神社等を顕彰するもの
- 山口県防府市右田玉里神社　亀趺碑
- 山口県防府市大道繁枝神社　亀趺碑
- 山口県熊毛郡八代村二所神社　亀趺碑

### 古の文人を顕彰するもの
- 山口県防府市天満宮　大相国菅公廟碑
- 兵庫県明石市柿本神社　柿本人麿碑
- 島根県益田市柿本神社　柿本大明神神詞碑

### 南朝功臣を顕彰するもの
- 兵庫県神戸市湊川神社　「嗚呼忠臣楠子之墓」亀趺
- 熊本県菊池市正観寺　菊池武光（正観公）神道碑
- 熊本県菊池市　菊池武重碑
- 三重県津市結城神社　結城神君碑

### 僧侶を顕彰するもの
- 東京都台東区上野寛永寺　了翁禅師碑
- 長崎県長崎市今籠町大音寺　伝誉上人碑
- 滋賀県大津市延暦寺瑠璃堂　全宗上人碑
- 滋賀県大津市延暦寺亀井堂　詮舜阿闍梨碑

### 賢人を顕彰するもの
- 鹿児島県加治木町　桐原正左衞門墓石
- 鹿児島県加治木町　江夏友賢墓石
- 鹿児島県加治木町　伊集院源次郎忠真墓石
- 鳥取県鳥取市摩尼寺下　小泉友賢墓石

### 舎利塔
- 茨城県坂東市（旧猿島郡猿島町）万蔵院　亀趺塔